# Jankovice (ort i Tjeckien, Zlín, Okres Uherské Hradiště)
Jankovice är en ort i Tjeckien.   Den ligger i distriktet Okres Uherské Hradiště och regionen Zlín, i den östra delen av landet, 240 km öster om huvudstaden Prag. Jankovice ligger 271 meter över havet och antalet invånare är 462.
Terrängen runt Jankovice är kuperad åt nordväst, men åt sydost är den platt. Runt Jankovice är det ganska tätbefolkat, med 124 invånare per kvadratkilometer. Närmaste större samhälle är Kroměříž, 16,0 km norr om Jankovice. I omgivningarna runt Jankovice växer i huvudsak blandskog.